# 东风街道 (七台河市)
东风街道，是中华人民共和国黑龙江省七台河市茄子河区下辖的一个乡镇级行政单位。

## 行政区划
东风街道下辖以下地区：
惠民社区、安民社区、盛馨社区和欣苑社区。